# Hector Henneau
Hector Jean Baptiste Henneau (Ecaussines 5 juli 1862 – Zaventem 26 december 1940) was een Belgisch liberaal politicus. Hij was lid van de Liberale Partij en burgemeester van Zaventem (toen Saventhem) van 1912 tot 1939.
Op Henneau's palmares voor de gemeente kan de bouw van de gemeentelijke elektriciteitscentrale, een watertoren en de aanleg van een rioolstelsel geschreven worden. Zaventem werd hierdoor zowel sociaal als op industrieel vlak verder uitgebouwd. Na de Eerste Wereldoorlog werden in de gemeente onder zijn burgemeesterschap in een uitsluitend liberaal bestuurscollege de eerste sociale woonwijken opgericht. Stedenbouwkundig voorzag hij een ringbaan rond Zaventem en voor een betere ruimtelijke ordening werden rooilijnen voor nagenoeg alle straten vastgelegd. Naast zijn burgemeesterschap was hij ook actief als ingenieur in de Tannerie et Maroquinerie Belges, de grootste leerlooierij van de gemeente.

## Naamgeving
Naar hem is de Hector Henneaulaan in Zaventem genoemd, een weg die na de aanleg van de Brusselse Ring is uitgegroeid tot een drukke weg met op- en afrittencomplex, en die deels behoort tot gewestweg R22z. De Henneaubrug van deze weg over de Ring werd in 2022-2023 vernieuwd en verdubbeld in breedte.